# 东部市场前站
东部市场前站（日语：／ Tōbushijōmae eki */?）位于大阪市東住吉区，是西日本旅客铁道（JR西日本）關西本線的鐵路車站。

## 历史
- 1989年11月11日 - 作为关西本線（大和路線）平野站与天王寺站区间的新站开业[2]。本站第一班电车停靠时间为11点11分。
- 2003年11月1日 - 支持使用ICOCA[3]。
- 2009年10月4日 - 大阪环状、大和路线运行管理系统开始使用。
- 2015年
  - 3月8日 - 绿色窗口停止营业。
  - 3月9日 - 新版本自动售票机开始使用。
- 2018年3月12日 - 开始使用车站编号[4]。
- 2019年3月9日 - 直梯以及车站东口开始使用。

## 车站结构
侧式站台2台2线的地上车站，高架式站台。
天王寺站管理的直营站。特定都区市内制度下“大阪市内”车站。支持使用ICOCA.

### 站台
| 站台 | 路线     | 方向 | 目的地                   | 参考  |
| ---- | -------- | ---- | ------------------------ | ----- |
| 1    | 大和路線 | 上行 | 柏原、王寺、奈良方向     | [ 5 ] |
| 2    | 大和路線 | 下行 | 天王寺、JR難波、大阪方向 | [ 5 ] |

## 使用情况
根据《大阪府统计年鉴》2017年度日平均乘车人数7,834人。
| 年度   | 1日平均 乘车人数 |
| ------ | ---------------- |
| 1997年 | 6,232            |
| 1998年 | 6,414            |
| 1999年 | 6,493            |
| 2000年 | 6,563            |
| 2001年 | 6,620            |
| 2002年 | 6,634            |
| 2003年 | 6,655            |
| 2004年 | 6,673            |
| 2005年 | 6,882            |
| 2006年 | 7,014            |
| 2007年 | 7,045            |
| 2008年 | 6,947            |
| 2009年 | 6,907            |
| 2010年 | 6,949            |
| 2011年 | 7,089            |
| 2012年 | 7,043            |
| 2013年 | 7,231            |
| 2014年 | 7,354            |
| 2015年 | 7,508            |
| 2016年 | 7,640            |
| 2017年 | 7,834            |

## 相鄰車站
西日本旅客鐵道
 大和路線（關西本線）
■大和路快速、■快速、■区間快速
通过
■普通
平野（JR-Q22）－東部市場前（JR-Q21）－天王寺（JR-Q20）

## 外部連結
- 東部市場前｜車站資訊：JR出門網 - 西日本旅客鐵道